# Ventaroli
Ventaroli è una frazione di circa 70 abitanti del comune di Carinola distante dal comune capoluogo circa 30 km in provincia di Caserta.

## Eventi
Ogni anno in questo piccolo borgo si svolge una festa patronale, dove partecipano molti gruppi musicali.

## Monumenti e luoghi d'interesse

### Chiesa di Santa Maria in Foro Claudio
Nella piccola frazione si trova la chiesa di Santa Maria in Foro Claudio, comunemente conosciuta come Episcopio, cattedrale dal VI secolo all'XI secolo nonché sede vescovile prima del trasferimento di questa a Carinola intorno all'anno mille, è altresì conosciuta per avere dato i natali al padre di Matilde Serao, che nel borgo dimorò nel 1860, per alcuni anni, vi si conserva la casa.
Santa Maria in Foro Claudio è una piccola Basilica paleocristiana fondata tra il V ed il VI secolo d.C. sui resti di un tempio romano. Conosciuta anche con il nome di Episcopio di Ventaroli, a partire dal VI secolo fino al 1099 fu sede episcopale (sede poi trasferita a Carinola, vedi Vescovi di Carinola). 
Inestimabile gioiello di architettura paleocristiana italiana, al suo interno affreschi di inestimabile valore per le trame che in essi vi sono impresse (realizzati dal X al XVI secolo circa, di gusto tardocomneno popolareggiante) testimoniano l'unicità del monumento. Attualmente è possibile visitarla tutte le domeniche alle ore 18.30 poco prima della Santa messa.
Negli ultimi anni l'Episcopio è stato soggetto a un brutto atto vandalico, il furto dell'intera arcata principale.

### Altri monumenti

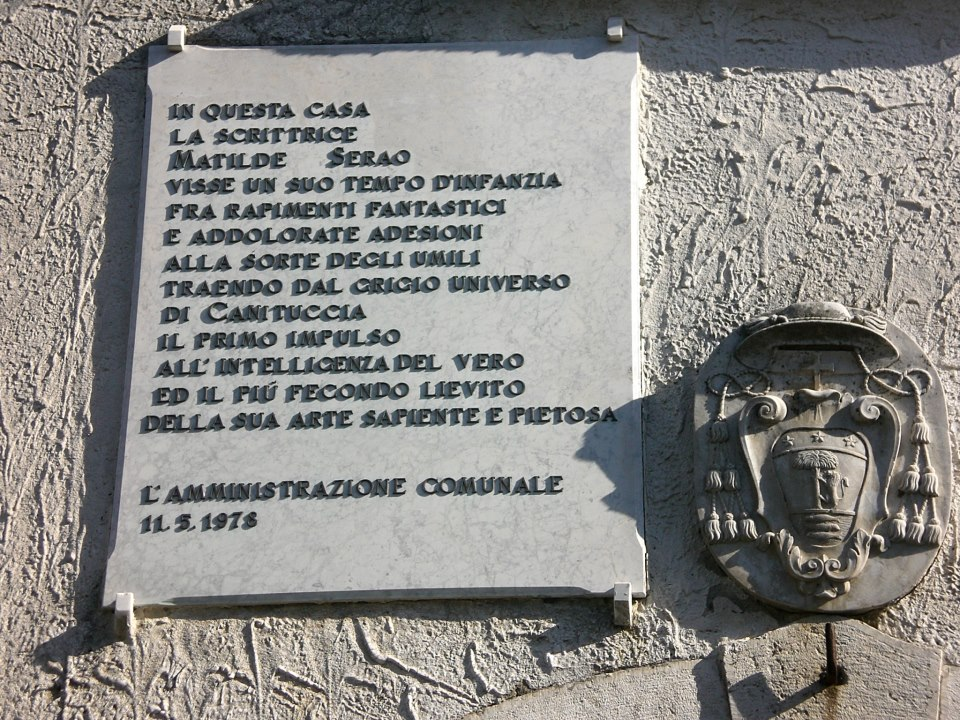

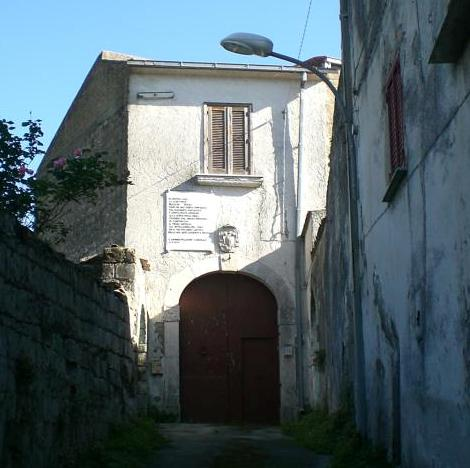
Casa di Matilde Serao

La piazzetta principale del paese dove è possibile ammirare il campanile e la statua di Padre Pio. 
La casa d'infanzia (appartenente però ad altra famiglia) ove Matilde Serao visse parte della sua infanzia, oltre lo stemma nobiliare sul portone vi è una lapide ricordo della grande scrittrice. Ogni anno il Comune di Carinola organizza un premio di poesia intitolato a Matilde Serao.

## Matilde Serao

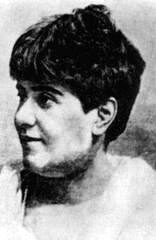
Matilde Serao

Matilde Serao nata a Patrasso (1856-1927) da Francesco, avvocato e giornalista nativo di Ventaroli, ma residente a Napoli che nel 1848 aveva dovuto lasciare la città perché anti-borbonico e ricercato. Durante l'esilio in Grecia trovò lavoro come insegnante, qui conobbe e sposò Paolina Borely, e nacque Matilde. Del paese natale del padre ebbe a scrivere:
(Matilde Serao (articolo postumo pubblicato il 24 giugno 1956  su Il Mattino.)
Nel 1860 la famiglia Serao ritorna a Napoli, in attesa della caduta del regno borbonico e del re Francesco II. Data la situazione ancora turbolentapericolosa,                                                                                      
erano infatti ancora in corso scontri e rivolte nel regno e a Napoli in particolare, Francesco Serao invia la moglie e la figlia a Ventaroli, dove ancora risiedevano dei parenti per un soggiorno sicuramente più tranquillo. Qui appunto Matilde passò un breve periodo della sua infanzia, periodo che ritornerà spesso nell'ambientazione della sua letteratura, basti ricordare (tra l'altro la Novella Canituccia che racconta di ciccotto, maiale allevato nelle campagne di Ventaroli da canituccia e quivi successivamente macellato). 
Così descrive la sua casa a Ventaroli in uno scritto del 1878 Matilde Serao: 
“Era una grande casa di provincia, con un portone sempre chiuso, quello nobile, pei signori che vi davano un forte picchio col bastone, e un portone sempre spalancato, quello dove passavano i carri di grano, di vino, di carbone, di pasta […] Avevamo allora per noi i cameroni vuoti dove si stendeva il bucato nei giorni di pioggia, le larghe terrazze sotto il sole a cui arrivavamo arrampicandoci per le ripide scalette di legno, la grande loggia del primo piano, piena di maggiorana e di basilico… la dispensa del cortile dove si conservavano i salami e i formaggi… i granai dove rotolavamo giù dalle montagne di grano…”.